# Кедрін Дмитро Борисович
Дмитро Бори́сович Ке́дрін (22 січня (4 лютого) 1907, Берестово-Богодухівський рудник — 18 вересня 1945, Московська область) — російський радянський поет, перекладач з української, білоруської, литовської, осетинської, естонської та інших мов. За основним фахом — журналіст.

## Юнацькі роки

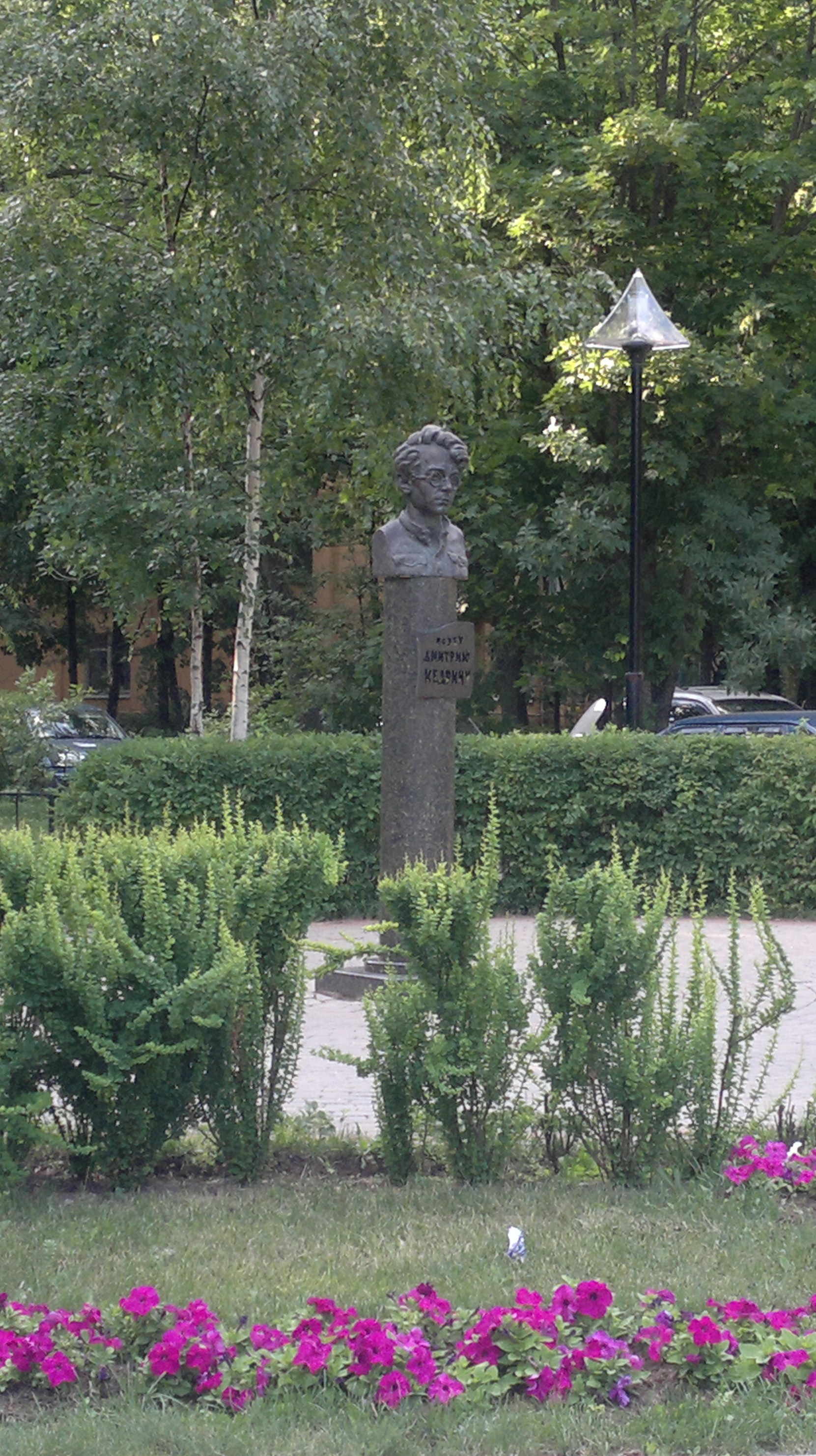
Пам'ятник Кедріну в Митищах на вул. Льотній

Народився в 1907 ріку в донбаському селищі Берестово-Богодухівський рудник в сім'ї гірника. Його дід по материнській лінії, вельможний пан І. Руто-Рутенко-Рутницький мав сина та чотирьох дочок. Молодша, Ольга, народила поза шлюбом хлопчика, якого всиновив чоловік Ольжиної сестри Людмили Борис Михайлович Кедрін. Він дав незаконнонародженій дитині своє прізвище. Після смерті в 1914 році прийомного батька, який працював рахівником на Катерининській залізниці, Дмитро залишився під опікою матері Ольги Іванівни, що працювала діловодом, тітки Людмили Іванівни та бабусі Неоніли Яківни.
Літературним вихованням онука займалася бабуся Неоніла, досить начитана жінка, саме вона прищепила Дмитру любов до поезії, читаючи зі свого зошита Пушкіна, Лермонтова, Некрасова, а також в оригіналі — Шевченка та Міцкевича. Бабуся стала і першою слухачкою віршів Кедріна. Коли хлопцю виповнилося 6 років, сім'я оселилася в Катеринославі (нині — Дніпро). В 1916 році Дмитра віддали до комерційного училища. Йдучи до училища, Дмитро завжди зупинявся на бульварі, де височів бронзовий Пушкін. «Від пам'ятника Пушкіна починається в мене потяг до мистецтва», — згадував поет. В юності Кедрін інтенсивно займався самоосвітою. Вивчав не тільки літературу й історію, а й філософію, географію, ботаніку. На столі в нього лежали томи художньої літератури, енциклопедичний словник, «Життя тварин» (нім. Brehms Tierleben) Брема, праці з різних галузей науки. Ще в комерційному училищі Дмитру вдавалися епіграми та вірші на злобу дня. Серйозно зайнявся поезією з 16 років. Друкуватися почав у 1924 році в катеринославській губернській комсомольскій газеті «Грядущая смена».
Навчався в Катеринославському залізничному технікумі (1922—1924), проте не закінчив його через проблеми із зором. Працював у літературному об'єднанні «Молодая кузница». В газеті «Грядущая смена» почав працювати репортером. У літературно-художньому журналі при газеті друкувалися не лише вірші Кедріна (про Леніна, Кремль чи юних піонерів), але й нариси про передовиків промислового міста, а також фейлетони. До 1925 року, коли Кедрін вперше поїхав до Москви, його вірші друкувалися вже в журналах «Прожектор», «Молодая гвардия» і «Комсомолия», газетах «Комсомольская правда» і «Юношеская правда».
В 1926 році 19-річний Кедрін познайомився з 17-річною Людмилою Хоренко, яка приїхала до Дніпропетровська з Жовтих Вод, а через чотири роки одружився з нею.

## У Москві і на фронті
1931 року слідом за друзями, дніпропетровськими поетами Михайлом Свєтловим та Михайлом Голодним, переїхав до Москви. Кедрін разом із дружиною оселився у напівпідвальному приміщенні старого двоповерхового будинку на Таганці. Чесно написав у своїй анкеті, що в 1929 році в Україні був кинутий до в'язниці «за недонесение известного контрреволюционного факта». Факт полягав в тому, що батько його приятеля був денікінським генералом, а Кедрін, знаючи про це, в органи на нього не доніс. За це Кедріна засудили до двох років ув'язнення, поет провів за ґратами 15 місяців і був достроково звільнений. З цією подією, а також із відмовою Кедріна бути секретним інформатором НКВС, ряд дослідників пов'язують проблеми поета з публікацією його творів, а також таємницю загибелі Дмитра Борисовича за нез'ясованих й досі обставин.
Після народження дочки, в грудні 1934 року сім'я Кедріних переїздить в підмосковне селище Черкізове Пушкінського району. Працював у заводскій багатотиражці «Кузница» митищинського заводу «Метровагонмаш», потім літературним консультантом при видавництві «Молодая гвардия» і водночас позаштатним редактором у Держлітвидаві. Серед відомих творів Д. Кедріна 1930-х — початку 40-х років вірші «Лялька» (1932), «Підмосковна осінь» (1937), «Зимове» (1939), балада «Зодчі» (1938), поема «Кінь» (1940). 1939 року Д.Кедріна прийняли до Спілки письменників СРСР.
На початку Німецько-радянської війни поет хотів добровольцем піти на фронт, однак в армію його не взяли через поганий зір. В евакуацію він також не поїхав, займався перекладами антифашистської поезії народів СРСР, написав дві книги оригінальних віршів, у виданні яких поету було відмовлено. Виїхати на фронт Кедріну вдалося лише в травні 1943 року. Протягом дев'яти місяців працював кореспондентом авіаційної газети 6-ї повітряної армії «Сокол Родины» (1942—1944) на Північно-Західному фронті, де публікував нариси про подвиги льотчиків, а також сатиру під псевдонімом Вася Гашеткін. На фронті Кедрін багато писав про рідну Україну та її героїв, вірші, присвячені Києву, Харкову, Дніпропетровську. Дослідники також відзначають вплив на деякі поезії митця українського фольклору («Серце», «Пісня про пана»). Д.Кедрін переклав ряд українських поезій А. Малишка, В. Сосюри, М. Рильського, П. Тичини. Наприкінці 1943 року поета нагороджено медаллю «За боевые заслуги».

## Загибель
18 вересня 1945 року Дмитро Кедрін трагічно загинув під колесами приміського потяга. Досі точно не встановлено причини й обставини загибелі поета.
Поховали Дмитра Кедріна в Москві на Введенському кладовищі. Біля могили поета росте 300-річний дуб, найдавніший на Введенських горах, що стало мотивом філософського вірша Світлани Кедріної, присвяченого пам'яті батька.

## Переклад творів Кедріна українською мовою
Твори Дмитра Кедріна перекладалися українською поетом Гаврилом Никифоровичем Прокопенком (1922—2005). Зокрема в перекладі Прокопенка було видано два збірники віршів Кедріна (в Дніпропетровську в 2005 і 2007 роках).
Під час здійснення перекладів поезії Кедріна українською мовою Г. Н. Прокопенко довгі роки листувався з близькими митця — його дружиною Людмилою Іванівною і дочкою Світланою. Це листування опубліковано в книзі «Украинскому Кедрину — быть (Л. И. Кедрина, С. Д. Кедрина, Г. Н. Прокопенко — избранная переписка)», укладеною дружиною перекладача, дитячою письменницею Іриною Прокопенко.

## Пам'ять
На честь Д. Кедріна названо бібліотеку та музей в Митищах, а також бібліотеку в Черкізові на вул. Кедріна. Вулиці Дмитра Кедріна є в Донецьку та Дніпрі. На фасаді Дніпропетровського технікуму залізничного транспорту встановлено барельєф поета.